# Иван Милев (акордеонист)
Вижте пояснителната страница за други личности с името Иван Милев.
Иван Милев е български акордеонист и композитор, роден на 24 април 1956 г. в с. Дълбок извор. В дългогодишната си музикална кариера като акордеонист (над 50 години) той се утвърждава като един от създателите на правилата на Балканската фолклорна музика. Неговият уникален стил е своеобразна смесица от класическа музика, джаз, Източно-европейска музика и мелодии от Средния Изток. Негов баща е акордеонистът Атанас Милев – един от създателите на легендарната „Първомайска група“, която за първи път използва „класически“ инструменти за изпълнение на народна музика. През 1978 г. създава оркестър „Младост“, който под негово ръководство печели престижни награди в областта на българската сватбарска музика. Същата година печели конкурс за тимпанист на Симфоничния оркестър в гр. Хасково, където работи до 1998. От 1999 г. живее и твори в САЩ. През 2013 г. е удостоен със званието почетен гражданин на Община Първомай и с. Дълбок извор.

## Биография
Иван Милев е четвърто поколение потомствен музикант. Неговият прадядо е бил певец в църквата на родното им село, дядото Георги Милев е бил народен музикант (цигулар, певец и барабанист), а бащата Атанас Милев (акордеонист) е един от основателите на „Първомайската и Дълбокизворска групи“. Именно той е първи учител по акордеон на малкия Иван, който по-късно продължава обучението си при Никола Йотов – Духтето, Димитър Димитров и Мишо Михайлов – първо в музикалната школа при читалище „Пробуда“ в с. Дълбок извор, а от 1970 г. и в СМУ „Добрин Петков“ – гр. Пловдив. Завършва го с първа специалност ударни инструменти и втора специалност акордеон. След това започва работа като учител по акордеон и диригент в родното си село Дълбок извор. По това време създава и първите си авторски творби на фолклорна основа. Година по-късно печели конкурс за тимпанист в Симфоничния оркестър на гр. Хасково.
През 1978 година Иван Милев създава свой собствен оркестър – „Младост“. Певица е неговата съпруга Венета Милева, с която имат двама синове – Атанас и Янко (които също свирят на акордеон).Оркестърът участва в многобройни фестивали, събори, концерти, музикални предавания на Българската национална телевизия. Изключителното представяне на Иван и неговата музикална дарба му спечелват широка популярност из целия Балкански регион. Неговият първи албум „Цигански песни“ (1978), записан заедно с известния изпълнител Иво Папазов и певеца Иво Барев, го превръща в един от основните стълбове на Българската фолклорна музика. Иван и неговият оркестър „Младост“ се превръщат в емблема на сватбарската музика от Балканския регион през 1970-те, 1980-те и 1990-те години на миналия век. Този оркестър е носител на първи награди на Първия (Варна-1986), Втория (Стара Загора-1987) и Третия (Враца-1988) Национални фестивали за оркестри и музикални изпълнители, организирани от Министерството на културата и Държавния комитет по музика. Оркестърът печели също трета награда на Първото (1985) и първа награда на Второто Надсвирване в Стамболово (1986), организирани от Държавния комитет по музика и Асоциацията на музикантите. Издаденият по-късно албум с участието на лауреатите от Стамболово събира на едно място спечелилия първо място Иван Милев, класираните на второ място оркестър „Канарите“, третия Георги Янев и изпълнителя на публиката Иво Папазов. По същото време Иван прави съвместни записи също с Атанас Вълчев и Националния фолклорен ансамбъл на Българската национална телевизия и радио. През 1999 г. е издаден сборникът „12 фолклорни пиеси за два акордеона“.
Същата година Иван Милев пристига в САЩ и започва съвместна работа с един от своите бивши ученици – саксофониста Юри Юнаков. Заедно те участват в множество етнофестивали и турнета в Северна Америка, Канада и Европа. Признание за неговия талант са и двете му участия във Вашингтон в тържествата, посветени на Деня на независимостта. Паралелно с изпълнителските си изяви, той продължава и преподавателската си дейност. През 2001 г. заедно с Юри Юнаков записват и албум с Балканска циганска музика.
В началото на 2002 г. в Ню Йорк Иван Милев среща цигуларя Енчо Тодоров. Много скоро след срещата двамата започват съвместните си изяви като дует в различни музикални клубове и заведения за културни събития в Ню Йорк и страната. Подкрепени от своите приятели и публика, Иван и Енчо създават и своя група – Ivan Milev Band, която участва в различни фестивали, концертни турнета, сватби и други семейни тържества и чествания по цяла Америка.
През 2006 година Ivan Milev Band записва своя дебютен албум „Полетът на Крали Марко“ (The Flight of Krali Marco).